# Campeonato Capixaba de Futebol de 1998
O Campeonato Capixaba de Futebol de 1998 foi campeonato de futebol do estado do Espírito Santo. A competição que reuniu 11 equipes foi organizada pela Federação de Futebol do Estado do Espírito Santo.
O campeão, Linhares EC, garantiu vaga na Série C do Campeonato Brasileiro e na Copa do Brasil do ano seguinte.

## Premiação
| Campeonato Capixaba de 1998    |
| Linhares                       |
| ------------------------------ |
| LINHARES Bicampeão (4° título) |